# 科爾皮諾區

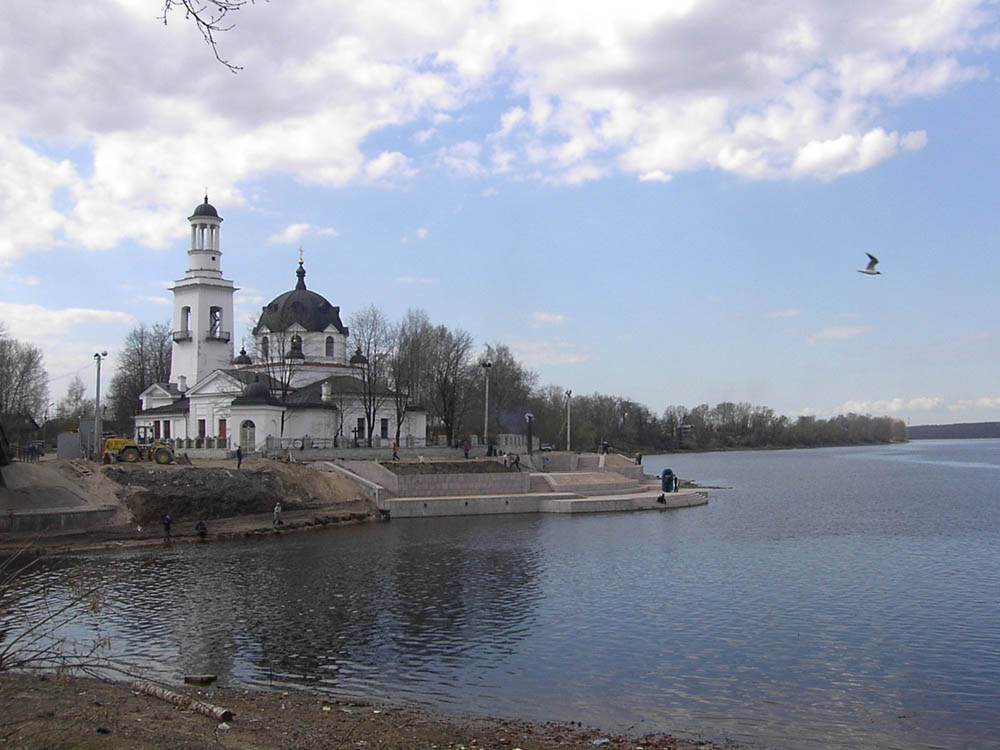

59°46′40″N 30°35′58″E / 59.777830°N 30.599365°E
科爾皮諾區（羅馬化：Kolpinsky rayon）是俄羅斯的一個區，位於該國西北部，由聖彼得堡負責管轄，始建於1936年，面積105.8平方公里，2017年人口187,585，人口密度每平方公里1,773人。